# San Sebastián (Colômbia)
San Sebastián é um município da Colômbia, localizado no departamento de Cauca.